# Ahmed Ibrahim Ali
Ahmed Ibrahim Ali (ur. 15 listopada 1970) – emiracki piłkarz występujący podczas kariery na pozycji pomocnika.

## Kariera klubowa
Podczas piłkarskiej kariery Ali występował w klubie Nadi asz-Szarika.

## Kariera reprezentacyjna
Ali występował w reprezentacji ZEA. W 1996 uczestniczył w Pucharze Azji, który był rozgrywany na stadionach w Zjednoczonych Emiratach Arabskich. Reprezentacja ZEA zajęła na tym turnieju drugie miejsce. Na turnieju wystąpił w czterech meczach z Indonezją, Irakiem, ponownie Kuwejtem i Arabią Saudyjską.
W 1997 roku uczestniczył w eliminacjach do Mistrzostw Świata 1998 oraz w Pucharze Konfederacji. Na tej ostatniej imprezie był rezerwowym i nie wystąpił w żadnym meczu.